# Yerú Pardiñas
Angel Yerú Pardiñas Salomón, kurz Yerú Pardiñas (* 9. Oktober 1955) ist ein uruguayischer Politiker.
Pardiñas studierte an der Universidad de la República (UdelaR) und schloss sein Studium als Diplomlandwirt ab. Vom 28. Juli 1980 bis Mai 1991 lehrte er an der Escuela Agraria de Melo. Von 1986 bis 1992 hatte er die Verantwortung bei PRODIR in Cerro Largo für das Projekt "Huerta y microtractores" inne. Nachdem er sodann als Berater des Abgeordneten José Díaz wirkte, war er ab Mai 1993 bis Februar 2010 als Dozent an der landwirtschaftlichen Fakultät der UdelaR tätig. Zudem gehörte er von Juli 2005 bis Oktober 2008 auch dem Direktorium des Instituto Nacional de Colonización an.
Der derzeit (Stand: Dezember 2011) auch als Kolumnist für das Internet-Nachrichtenportal "Montevideo Portal" arbeitende Pardiñas, Vater der drei Kinder Jerónimo, Anaclara und Zacarías, ist mit Andrea Viñas verheiratet. Er ist seit 1971 Mitglied der Partido Socialista del Uruguay, deren Zentralkomitee (Comité Central) er derzeit (Stand: 2011) ebenso wie dem Nationalen Exekutiv-Komitee (Comité Ejecutivo Nacional) angehört. Zudem war er in den Jahren 2004 und 2009 sowohl Mitglied des Nationalen als auch des Departamentalen Konvents der Frente Amplio.
Zunächst in Cerro Largo als stellvertretender Edil in die Wahlperiode 1984 bis 1989 gehend, nahm er diese Funktion am Ende dieses Zeitraums auch wahr. Für die Legislaturperioden 1994 bis 2000 und 2000 bis 2005 war er als Edil tätig. Bei der Wahl zur Abgeordnetenkammer im Jahre 2009 wurde Pardiñas, der für die lista 90 antrat, für die Wahlperiode 2010 bis 2015 in die Cámara de Representantes gewählt. Dort vertritt er das Departamento Cerro Largo. Im Dezember 2011 bestimmte der 47. Partei-Kongress der Sozialistischen Partei Uruguays ihn als Nachfolger von Eduardo "Lalo" Fernández zum Generalsekretär der Partido Socialista del Uruguay. Mehrfach trat Pardiñas auch bei den Intendenten-Wahlen von Cerro Largo an. Im Jahr 2000 unternahm er diesen Versuch als einziger Kandidat der Encuentro Progresista-Frente Amplio, fünf Jahre später kandidierte er für die Encuentro Progresista-Frente Amplio-Nueva Mayoría, 2010 schließlich tat er dies als Repräsentant der Frente Amplio. Der Einzug als Intendente in die Intendencia Municipal gelang ihm jedoch nicht.